# Setodes gona
Setodes gona är en nattsländeart som beskrevs av Martin E. Mosely 1939. Setodes gona ingår i släktet Setodes och familjen långhornssländor. Inga underarter finns listade i Catalogue of Life.